# Abraham Wenck
Pour les articles homonymes, voir Wenck.
Abraham Wenck (ou Wenckert) est un orfèvre actif à Strasbourg au XVIIIe siècle.

## Biographie

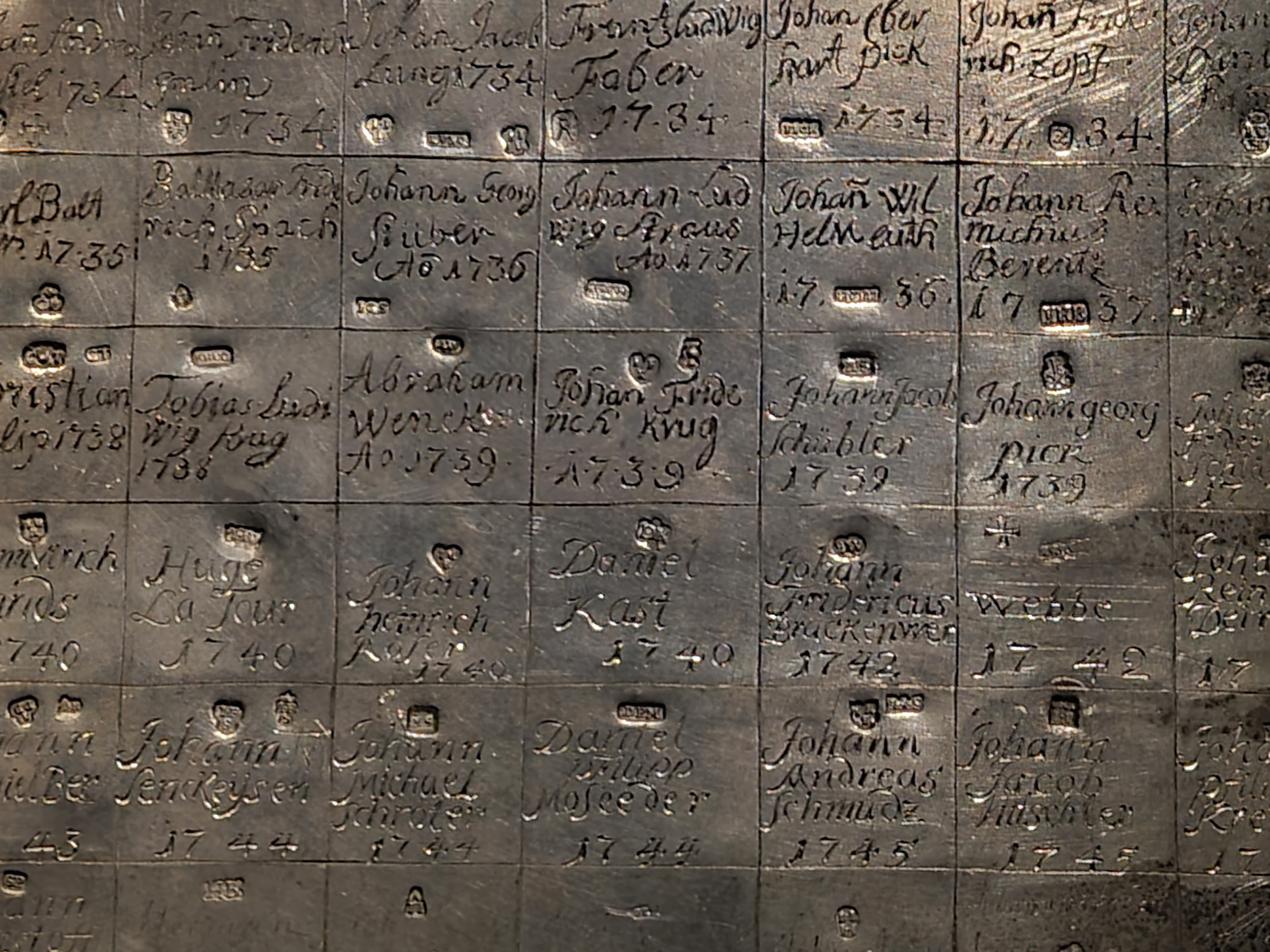
Abraham Wenck sur la table d'insculpation des poinçons d'orfèvres strasbourgeois (au centre-gauche).

Originaire de Bischwiller, il entre en apprentissage chez l'orfèvre Jean Jacques Frey le 18 juin 1726 pour une durée de quatre ans. Il est reçu maître en 1739.

## Œuvre

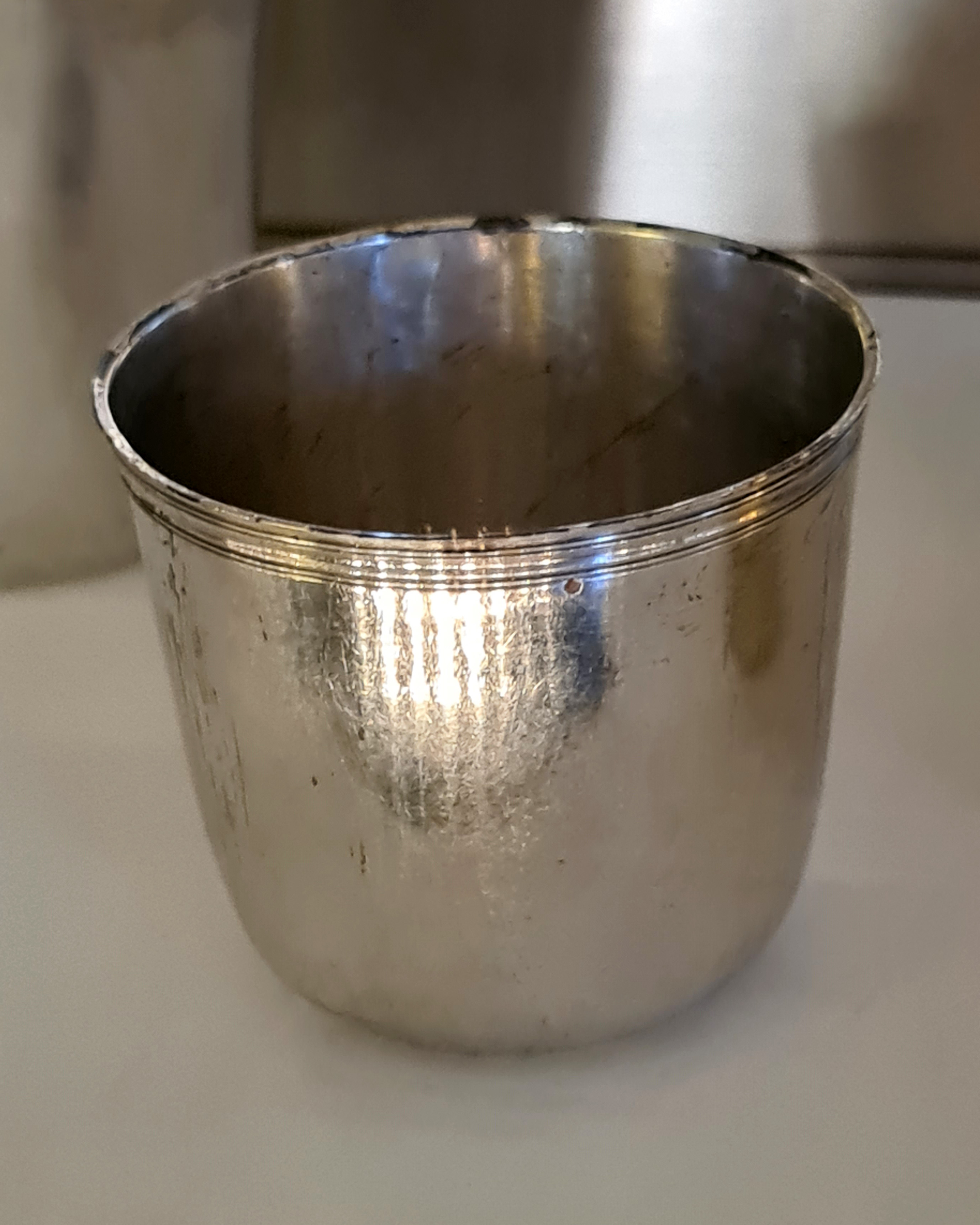
Gobelet (vers 1757).

Le musée du Louvre possède une cuiller de table en argent doré, dont la spatule, terminée sur chaque face d'une coquille, est gravée d'armoiries à l'extérieur. La pièce porte le poinçon de la ville de Strasbourg et celui de l'année 1756.
Le musée des Arts décoratifs de Strasbourg détient de lui un gobelet de chasse, en argent à fond plat légèrement arrondi, et dont le bord supérieur est mouluré de filets.